# Elezioni comunali in Liguria del 2013
Le elezioni comunali in Liguria del 2013 si tennero il 26 e 27 maggio (con ballottaggio il 9 e 10 giugno).

## Provincia di Genova

### Sestri Levante
| Candidati                     | Candidati                 | II turno             | II turno            | I turno | I turno | Liste                  | Voti  | %     | Seggi |
| Candidati                     | Candidati                 | Voti                 | %                   | Voti    | %       | Liste                  | Voti  | %     | Seggi |
| ----------------------------- | ------------------------- | -------------------- | ------------------- | ------- | ------- | ---------------------- | ----- | ----- | ----- |
|                               | Valentina Ghio ✔️ Sindaco | 4 878                | 60,84               | 4 969   | 46,92   | Partito Democratico    | 1 688 | 18,94 | 4     |
| La Sestri che Vogliamo        | Valentina Ghio ✔️ Sindaco | 4 878                | 60,84               | 4 969   | 46,92   | 1 495                  | 16,77 | 3     |       |
| Sestri al Centro              | Valentina Ghio ✔️ Sindaco | 4 878                | 60,84               | 4 969   | 46,92   | 573                    | 6,43  | 1     |       |
| Unione di Centro              | Valentina Ghio ✔️ Sindaco | 4 878                | 60,84               | 4 969   | 46,92   | 424                    | 4,76  | 1     |       |
| Sinistra Ecologia Libertà     | Valentina Ghio ✔️ Sindaco | 4 878                | 60,84               | 4 969   | 46,92   | 415                    | 4,66  | 1     |       |
|                               | Massimo Sivori            | 3 140                | 39,16               | 2 149   | 20,29   | Massimo Sivori Sindaco | 758   | 8,50  | 1     |
| Il Popolo per Sestri          | Massimo Sivori            | 3 140                | 39,16               | 2 149   | 20,29   | 511                    | 5,73  | –     |       |
| Sestri Più                    | Massimo Sivori            | 3 140                | 39,16               | 2 149   | 20,29   | 424                    | 4,76  | –     |       |
| Seggio di coalizione          | Seggio di coalizione      | Seggio di coalizione | 39,16               | 2 149   | 20,29   | 1                      |       |       |       |
|                               | Giacomo Rossignotti       | Giacomo Rossignotti  | Giacomo Rossignotti | 2 035   | 19,22   | Segesta Domani         | 690   | 7,74  | 1     |
| Patto per Sestri              | Giacomo Rossignotti       | Giacomo Rossignotti  | Giacomo Rossignotti | 2 035   | 19,22   | 544                    | 6,10  | –     |       |
| Natura Lavoro Storia          | Giacomo Rossignotti       | Giacomo Rossignotti  | Giacomo Rossignotti | 2 035   | 19,22   | 245                    | 2,75  | –     |       |
| Seggio di coalizione          | Seggio di coalizione      | Seggio di coalizione | Giacomo Rossignotti | 2 035   | 19,22   | 1                      |       |       |       |
|                               | Martino Tassano           | Martino Tassano      | Martino Tassano     | 1 437   | 13,57   | Movimento 5 Stelle     | 1 147 | 12,87 | 1     |
| Seggio di coalizione          | Seggio di coalizione      | Seggio di coalizione | Martino Tassano     | 1 437   | 13,57   | 1                      |       |       |       |
| Totale                        | Totale                    | 8 018                | 100                 | 10 590  | 100     |                        | 8 914 | 100   | 16    |
|                               |                           |                      |                     |         |         |                        |       |       |       |
| Fonte: Ministero dell'interno |                           |                      |                     |         |         |                        |       |       |       |

## Provincia di Imperia

### Imperia
| Candidati                     | Candidati                | II turno             | II turno           | I turno | I turno | Liste                           | Voti   | %     | Seggi |
| Candidati                     | Candidati                | Voti                 | %                  | Voti    | %       | Liste                           | Voti   | %     | Seggi |
| ----------------------------- | ------------------------ | -------------------- | ------------------ | ------- | ------- | ------------------------------- | ------ | ----- | ----- |
|                               | Carlo Capacci ✔️ Sindaco | 13 210               | 76,14              | 10 232  | 46,83   | Partito Democratico             | 3 490  | 16,90 | 8     |
| Imperia Cambia                | Carlo Capacci ✔️ Sindaco | 13 210               | 76,14              | 10 232  | 46,83   | 3 360                           | 16,27  | 7     |       |
| Laboratorio per Imperia       | Carlo Capacci ✔️ Sindaco | 13 210               | 76,14              | 10 232  | 46,83   | 2 044                           | 9,90   | 4     |       |
| Imperia di Tutti per Tutti    | Carlo Capacci ✔️ Sindaco | 13 210               | 76,14              | 10 232  | 46,83   | 674                             | 3,26   | 1     |       |
|                               | Erminio Annoni           | 4 140                | 23,86              | 6 163   | 28,21   | Il Popolo della Libertà         | 4 180  | 20,24 | 5     |
| Imperia Riparte               | Erminio Annoni           | 4 140                | 23,86              | 6 163   | 28,21   | 1 372                           | 6,64   | 1     |       |
| Scelta per Imperia            | Erminio Annoni           | 4 140                | 23,86              | 6 163   | 28,21   | 527                             | 2,55   | –     |       |
| Prima Imperia!                | Erminio Annoni           | 4 140                | 23,86              | 6 163   | 28,21   | 429                             | 2,08   | –     |       |
| Seggio di coalizione          | Seggio di coalizione     | Seggio di coalizione | 23,86              | 6 163   | 28,21   | 1                               |        |       |       |
|                               | Gian Franco Grosso       | Gian Franco Grosso   | Gian Franco Grosso | 2 456   | 11,24   | Imperia Bene Comune (SEL - PRC) | 1 972  | 9,55  | 1     |
| Seggio di coalizione          | Seggio di coalizione     | Seggio di coalizione | Gian Franco Grosso | 2 456   | 11,24   | 1                               |        |       |       |
|                               | Antonio Russo            | Antonio Russo        | Antonio Russo      | 1 972   | 9,03    | Movimento 5 Stelle              | 1 776  | 8,60  | 1     |
| Seggio di coalizione          | Seggio di coalizione     | Seggio di coalizione | Antonio Russo      | 1 972   | 9,03    | 1                               |        |       |       |
|                               | Alessandro Casano        | Alessandro Casano    | Alessandro Casano  | 1 024   | 4,69    | La Svolta                       | 827    | 4,00  | –     |
| Seggio di coalizione          | Seggio di coalizione     | Seggio di coalizione | Alessandro Casano  | 1 024   | 4,69    | 1                               |        |       |       |
| Totale                        | Totale                   | 17 350               | 100                | 21 847  | 100     |                                 | 20 651 | 100   | 32    |
|                               |                          |                      |                    |         |         |                                 |        |       |       |
| Fonte: Ministero dell'interno |                          |                      |                    |         |         |                                 |        |       |       |

## Provincia della Spezia

### Sarzana
|                                 | Alessio Cavarra ✔️ Sindaco | 6 755                | 66,97 | Partito Democratico     | 3 876 | 41,57 | 8  |  |  |
| Noi per Sarzana                 | Alessio Cavarra ✔️ Sindaco | 6 755                | 66,97 | 920                     | 9,87  | 2     |    |  |  |
| Sinistra Ecologia Libertà - PSI | Alessio Cavarra ✔️ Sindaco | 6 755                | 66,97 | 689                     | 7,39  | 1     |    |  |  |
| Unione di Centro                | Alessio Cavarra ✔️ Sindaco | 6 755                | 66,97 | 584                     | 6,26  | 1     |    |  |  |
| Sarzana in Comune (FdS - IdV)   | Alessio Cavarra ✔️ Sindaco | 6 755                | 66,97 | 361                     | 3,87  | –     |    |  |  |
|                                 | Sara Frassini              | 1 923                | 19,06 | Il Popolo della Libertà | 964   | 10,34 | 1  |  |  |
| Civica per Sarzana              | Sara Frassini              | 1 923                | 19,06 | 639                     | 6,85  | –     |    |  |  |
| Seggio di coalizione            | Seggio di coalizione       | Seggio di coalizione | 19,06 | 1                       |       |       |    |  |  |
|                                 | John Giannini              | 1 409                | 13,97 | Movimento 5 Stelle      | 1 290 | 13,84 | 1  |  |  |
| Seggio di coalizione            | Seggio di coalizione       | Seggio di coalizione | 13,97 | 1                       |       |       |    |  |  |
| Totale                          | Totale                     | 10 087               | 100   |                         | 9 323 | 100   | 16 |  |  |
|                                 |                            |                      |       |                         |       |       |    |  |  |
| Fonte: Ministero dell'interno   |                            |                      |       |                         |       |       |    |  |  |